# Sithonia
Sithonia (řecky Σιθωνία) je poloostrov v Řecku. Je prostředním ze tří protáhlých výběžků na jihu Chalkidiki. Od poloostrova Kassandra na západě jej odděluje Toronský záliv a od Athosu na východě Singitický záliv.
U východního pobřeží Sithonie leží ostrov Diaporos. Poloostrov je pojmenován podle Sithóna, legendárního krále Odomantů.
Poloostrov tvoří obec v rámci kraje Střední Makedonie o rozloze 517 km² a s přibližně 12 000 obyvateli. Správním střediskem je Nikiti, avšak největším sídlem je Neos Marmaras. Porto Kufo má nejhlubší přírodní přístav v Řecku, o jehož přednostech se zmiňoval již Thúkydidés. Turisticky významnou lokalitou je Toroni se zachovanou historickou akropolí. Po řecko-turecké válce se na poloostrově usadili uprchlíci z ostrova Afisia (turecky Avşa) v Marmarském moři.
Pobřeží je lemováno plážemi s jemným pískem a kvalitou vody garantovanou modrou vlajkou, které jsou označovány jako „řecký Karibik“. Hlavním turistickým resortem poloostrova je Porto Carras. Vnitrozemí je hornaté, nejvyšším vrcholem je Itamos s 817 m n. m. Roste zde borovice černá a borovice halepská, vyskytuje se orel nejmenší a kormorán chocholatý. Vesnice Sykia je proslulá díky větrným mlýnům. Na poloostrově se pěstuje vinná réva odrůd Malagousia, Cabernet Sauvignon, Merlot, Xinomavro a Limnio.